# Actenoides
Actenoides är ett fågelsläkte i familjen kungsfiskare inom ordningen praktfåglar. Arterna i släktet förekommer i Filippinerna, på Sulawesi med närliggande öar samt i Salomonöarna. Släktet omfattar sex arter:
- Mustaschkungsfiskare (A. bougainvillei)
- Rosthalsad kungsfiskare (A. concretus)
- Fläckkungsfiskare (A. lindsayi)
- Blåkronad kungsfiskare (A. hombroni)
- Grönryggig kungsfiskare (A. monachus)
- Fjällig kungsfiskare (A. princeps)